# Middlesbrough Roller Hockey Club
Il Middlesbrough Roller Hockey Club è un club di hockey su pista avente sede a Middlesbrough in Inghilterra.

## Palmarès
- Campionato inglese: 5
  - 1978-79, 1979-80, 2010-11, 2012-13, 2014-15
- National Cup: 4
  - 1994-95, 2009-10, 2011-12, 2014-15